# Gietcokes
Gietcokes is de naam voor een kwaliteit steenkoolcokes die werd gebruikt in ijzergieterijen.
Gietcokes was de brandstof die werd gestookt in koepelovens, waarin ruwijzer en ferroschroot, tezamen met toeslag, werd gesmolten tot vloeibaar gietijzer.